# Selección de fútbol de Hébridas Exteriores
La Selección de fútbol de Hébridas Exteriores es el equipo de fútbol representativo de Hébridas Exteriores, Escocia. No está afiliado a la FIFA o la UEFA. La mayoría de sus jugadores juegan en la Lewis & Harris Football Association o en la Uist & Barra Amateur Football Association. El equipo participa de los Juegos de las Islas desde 2005.

## Partidos
| Fecha                    | Sede                |                     | Oponente       | Marcador       |
| ------------------------ | ------------------- | ------------------- | -------------- | -------------- |
| 29 de junio de 2017      | Gotland             | Hébridas Exteriores | Hitra          | 1-1 (5-3 pen.) |
| 27 de junio de 2017      | Gotland             | Hébridas Exteriores | Frøya          | 4-2            |
| 26 de junio de 2017      | Gotland             | Hébridas Exteriores | Gotland        | 0-8            |
| 25 de junio de 2017      | Gotland             | Hébridas Exteriores | Groenlandia    | 0-3            |
| 2 de julio de 2013       | Jersey              | Hébridas Exteriores | Islas Malvinas | 2-1            |
| 30 de junio de 2013      | Jersey              | Hébridas Exteriores | Alderney       | 3-2            |
| 29 de junio de 2013      | Jersey              | Hébridas Exteriores | Jersey         | 0-3            |
| 28 de junio de 2013      | Jersey              | Hébridas Exteriores | Isla de Man    | 0-9            |
| 30 de junio de 2011      | Isla de Wight       | Hébridas Exteriores | Groenlandia    | 0-1            |
| 28 de junio de 2011      | Isla de Wight       | Hébridas Exteriores | Saaremaa       | 0-2            |
| 27 de junio de 2011      | Isla de Wight       | Hébridas Exteriores | Åland          | 0-2            |
| 3 de julio de 2009       | Aland               | Hébridas Exteriores | Menorca        | 1–4            |
| 30 de junio de 2009      | Aland               | Hébridas Exteriores | Islas Malvinas | 7–1            |
| 29 de junio de 2009      | Aland               | Hébridas Exteriores | Isla de Man    | 0–5            |
| 28 de junio de 2009      | Aland               | Hébridas Exteriores | Gotland        | 2–1            |
| 24 de abril de 2009      | Aland               | Hébridas Exteriores | Shetland       | 1–0            |
| 5 de julio de 2007       | Rodas               | Hébridas Exteriores | Bermudas       | 1–0            |
| 4 de julio de 2007       | Rodas               | Hébridas Exteriores | Rodas          | 0–1            |
| 2 de julio de 2007       | Rodas               | Hébridas Exteriores | Gotland        | 3–1            |
| 1 de julio de 2007       | Rodas               | Hébridas Exteriores | Gotland        | 2–1            |
| 15 de septiembre de 2006 | Hébridas Exteriores | Hébridas Exteriores | Shetland       | 3–1            |
| 15 de julio de 2005      | Shetland            | Hébridas Exteriores | Isla de Man    | 4–0            |
| 14 de julio de 2005      | Shetland            | Hébridas Exteriores | Islas Orcadas  | 5–4            |
| 13 de julio de 2005      | Shetland            | Hébridas Exteriores | Anglesey       | 0–0            |
| 12 de julio de 2005      | Shetland            | Hébridas Exteriores | Groenlandia    | 4–4            |
| 11 de julio de 2005      | Shetland            | Hébridas Exteriores | Guernsey       | 1–2            |